# Haue (Winsen)

Haue in einem Stich von Francis Buck und Martin Bockol von 1569

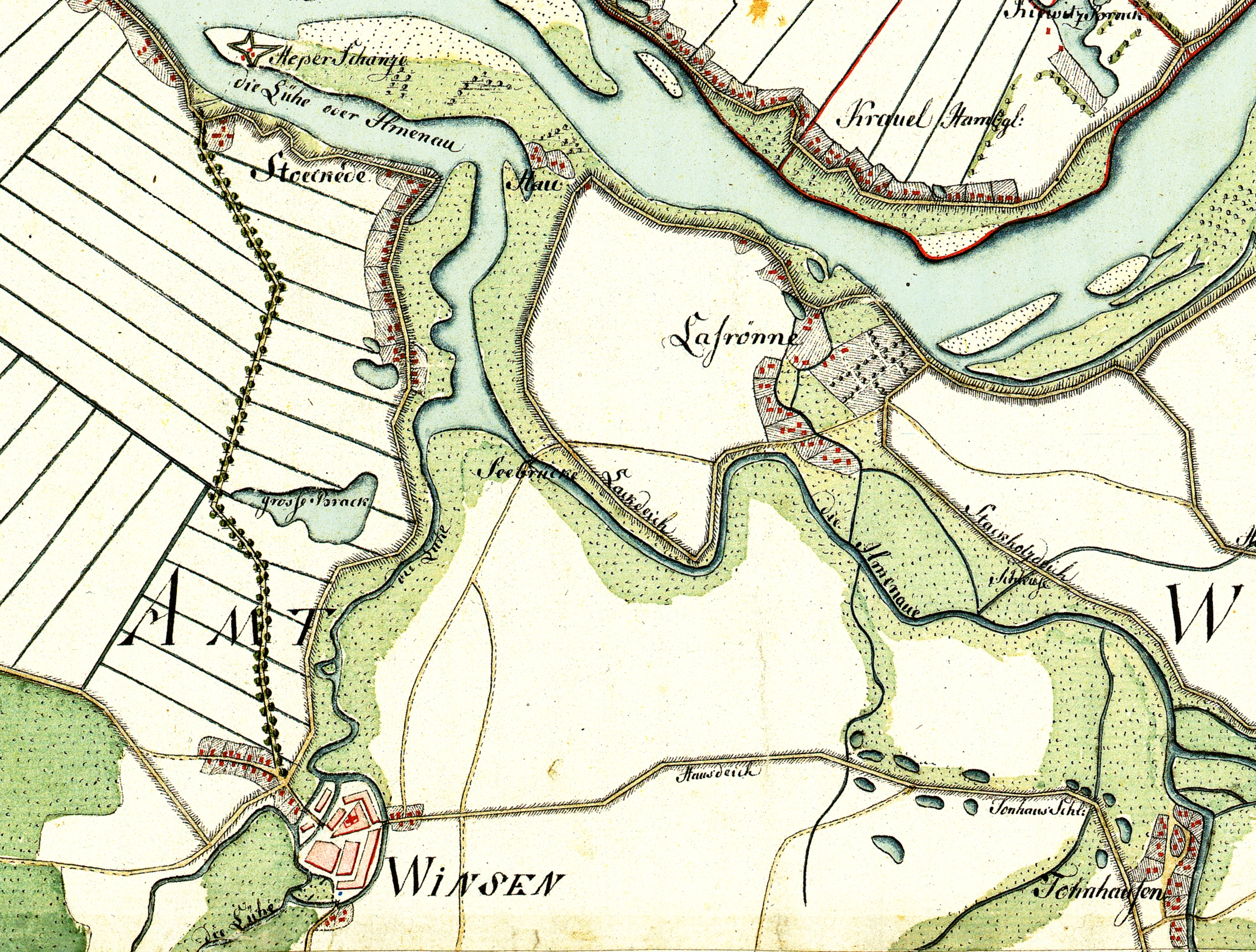
Haue (Hau) auf einer Karte von Gustav Adolf von Varendorff, aufgenommen zwischen 1789 und 1796

Haue ist ein Weiler in der Gemeinde Winsen (Luhe). Bis zur Kreisreform am 1. Juli 1972 gehörte es zur Gemeinde Laßrönne.

## Geografie
Haue liegt in der Elbmarsch. Östlich befindet sich Laßrönne, südwestlich Stöckte, westlich Hoopte und nördlich befinden sich die Hamburger Vierlande auf der anderen Elbseite. Die Ilmenau verläuft westlich und südlich durch das 2014 eingerichtete Naturschutzgebiet Ilmenau-Luhe-Niederung. Haue liegt am Elbdeich, der sich in Richtung Hoopte auf einer Landzunge zwischen Ilmenau und Elbe befindet und auf dem bis zum Ilmenausperrwerk die Kreisstraße 50 verläuft.

## Geschichte
Um 1250 wurde direkt gegenüber auf der anderen Elbseite die Riepenburg angelegt, die dem Schutz der nahegelegenen Zollstation Eyslingen (heute Zollenspieker) und der 1252 eingerichteten Fährverbindung dienen sollte. Im Jahre 1569 ist Haue bereits in einem Stich von Francis Buck und Martin Bockol verzeichnet. Im Dreißigjährigen Krieg wurde von dänischen Truppen auf der Landzunge westlich von Haue die Hoopter Schanze errichtet. Eine weitere Schanze befand sich in der heutigen Siedlung. Am 16. August 1627 wurde die Hoopter Schanze von Tillys Truppen eingenommen. Die Hauer Schanze wurde ebenfalls aufgegeben.
Auf einer Karte, die zwischen 1789 und 1796 aufgenommen wurde, wird Haue als Hau bezeichnet und es ist gut zu erkennen, dass damals der Flügeldeich zwischen Elbe und Ilmenau noch nicht vorhanden war. Er wurde 1869 auf dem Hauer Feld errichtet, um einerseits die Hochwasser der Elbe zur Stromkorrektion zusammenzuhalten und andererseits das Einströmen des Elbwassers in die Ilmenau zu beschränken und sie bei sinkenden Wasserständen leichter abfließen zu lassen. Bereits Weihnachten 1875 brach der neue Flügeldeich 1100 Meter oberhalb der Ilmenaumündung auf 170 Meter Länge bei einem Winterhochwasser mit Eisstopfung. Die Lücke wurde erst Jahrzehnte später geschlossen.

### Bevölkerungsentwicklung
| Jahr             | Einwohner/Häuser       |
| ---------------- | ---------------------- |
| 1791             | 2 Feuerstellen         |
| 1824             | 2 Feuerstellen         |
| 1848             | 19 Einwohner, 2 Häuser |
| 1. Dezember 1871 | 18 Einwohner, 2 Häuser |